# Boekhorst (buurtschap)
Boekhorst (Stellingwerfs: Boekeste) is een buurtschap in de gemeente Ooststellingwerf, in de Nederlandse provincie Friesland. De buurtschap is gelegen ten zuiden van Oosterwolde en ten oosten van Langedijke.
Het valt grotendeels onder Oosterwolde en klein deel onder Langedijke. In 1622 werd de buurtschap vermeld als Bueckhorst, in 1640 als Bookhorst en in 1664 als Boeckhorst. Boekhorst zou een samenstelling zijn van het Stellingwerfse woord voor een Beuk (boek), en een begroeide hoogte (horst). 